# Gunung Manggi
Gunung Manggi är en kulle i Indonesien.   Den ligger i provinsen Aceh, i den västra delen av landet, 1 700 km nordväst om huvudstaden Jakarta. Toppen på Gunung Manggi är 159 meter över havet, eller 83 meter över den omgivande terrängen. Bredden vid basen är 7,5 km.
Terrängen runt Gunung Manggi är platt söderut, men norrut är den kuperad. Runt Gunung Manggi är det mycket glesbefolkat, med 7 invånare per kvadratkilometer. I omgivningarna runt Gunung Manggi växer i huvudsak städsegrön lövskog.